# 비사카파트남급 구축함
비사카파트남급 구축함은  인도 해군의 차기 구축함이다. 만재배수량 8,200톤으로, 콜카타급과 맞먹는 크기의 대형구축함이며, 세계적으로도 손꼽히는 규모의 대형 전투함이다.4척이 계획됐으며, 2척을 건조중이다. 이스라엘제 3차원 대공 레이다가 탑재되어 있으며, 브라모스 미사일과 바라크 미사일등의 첨단 미사일로 무장하고 있는 첨단 구축함이다.

## 동급 함정
| 함번 | 함명         | 용골설치         | 진수식          | 취역식          | 퇴역 | 기항 |
| ---- | ------------ | ---------------- | --------------- | --------------- | ---- | ---- |
| D-66 | 비사카파트남 | 2013년 10월 12일 | 2015년 4월 20일 | 2018년 7월 예정 |      |      |
| D-67 | 포반다르     |                  |                 | 2020년 예정     |      |      |
| D-68 | 모무가오     |                  |                 | 2022년 예정     |      |      |
| D-69 | 파라디프     |                  |                 | 2024년 예정     |      |      |

## 역사
비사카파트남급 구축함은 콜카타급 구축함과 유사한 성능과 체급의 전투함이다. 콜카타급 구축함은 2003년에 1번함을 용골설치했으나, 1번함의 취역식은 2014년이 될 정도로 늦은 배치를 했다. 콜카타급 구축함은 AESA 레이다를 탑재했으며, 브라모스 미사일로 무장한 우수한 성능을 자랑하는 구축함이다. 그러나 10년도 넘는 세월동안 계획수 3척을 다 실전배치하지 못하고 있는 실정이다. 그러나 비사카파트남급은 콜카타급 구축함하고는 달리, 빠른 배치 속도를 보여주고 있다. 그러면서도 콜카타급 구축함과 같은 스펙과 성능의 장비를 보유하고 있다.

## 탐지장비 EL/M-2248

### 스펙(제원)
- 종류 : 3차원 대공 레이다
- 레이다 탐지거리 : 250km
- 밴드 : S 밴드
- 제조국 :  이스라엘
- 무게 : 1.5톤

### 레이다 탐지거리
- 고고도 전투기 목표물 : 250km 이상.
- 저고도 순항미사일 : 25km 이상.

### 이스라엘제 해상 레이다 종류
- 이스라엘 - EL/M-2248 탐지거리 250km
- 이스라엘 - EL/M-2258 탐지거리 120km
- 이스라엘 - EL/M-2238 탐지거리 200~300km
- 이스라엘 - EL/M-2228X 탐지거리 75km

## 인도 해군의 구축함 전력
- 인도 - 콜카타급 구축함 2척
- 인도 - 델리급 구축함 3척
- 인도 - 시발릭급 구축함 3척
- 인도 - 탈와르급 구축함 6척
- 인도 - 카신급 구축함 5척
- 종합 16척

## 같이 보기
- EL/M-2248 - 콜카타급 구축함의 레이다.
- 델리급 구축함 - 콜카타급 구축함의 이전 함급.
- 무라사메급 호위함
- 호바트급 구축함